# Nicklas Pedersen
Nicklas Pedersen (* 10. Oktober 1987 in Køge) ist ein ehemaliger dänischer Fußballspieler und heutiger -trainer.

## Karriere

### Verein

#### Herfølge BK und FC Nordsjælland (bis Ende 2008)
Pedersen stammt aus der Jugendabteilung des Herfølge BK. Ab 2005 spielte er in dessen erster Mannschaft und stieg aus der ersten dänischen Liga ab. Im August 2007 wechselte er zum FC Nordsjælland und gab am 3. September 2007 sein Debüt in der ersten dänischen Liga bei der 1:2-Niederlage bei Aalborg BK, als er in der 85. Minute eingewechselt wurde. 14 Tage später erzielte er beim 3:1-Sieg im Spiel gegen Esbjerg fB mit dem Tor zum 2:0 sein erstes Erstligator für den FC Nordsjælland. Er kam in seiner ersten Saison in 13 Partien zum Einsatz und erzielte drei Tore. Der FC Nordsjælland belegte den neunten Platz; über die Fair-Play-Wertung qualifizierte sich der Verein für den UEFA-Pokal. Mit seiner Einwechslung für Anders Dahl – in der 76. Minute – bei der 0:2-Niederlage im Hinspiel in der ersten Runde im UEFA-Pokal gegen Olympiakos Piräus gab Pedersen am 16. September 2008 sein Europapokaldebüt; nach dem Rückspiel schied der FC Nordsjælland aus dem Wettbewerb aus. Im dänischen Fußballpokal spielte Pedersen zweimal und erzielte zwei Tore. In der Liga kam er in der Hinrunde zu 14 Einsätzen und sechs Toren.

#### Dreieinhalb Jahre in Groningen (Anfang 2009 bis 2012)
In der Winterpause der Saison 2008/09 wechselte Pedersen in die Eredivisie zum FC Groningen. Er hatte insgesamt zwei Punktspieleinsätze in der Saison 2008/09. Der FC Groningen belegte zum Ende der regulären Saison den achten Platz und qualifizierte sich für die Play-offs um die Teilnahme an der Europa-League-Qualifikation; Pedersen trug mit fünf Toren in 26 Punktspielpartien dazu bei. In der ersten Runde scheiterte der FC Groningen am FC Utrecht. Im KNVB-Beker kam Pedersen zu zwei Einsätzen. In der Saison 2010/11 spielte er 22-mal und erzielte sechs Tore. Der FC Groningen belegte den fünften Platz. Im KNVB-Beker spielte Pedersen zweimal. In der Saison 2011/12 kam er verletzungsbedingt in lediglich 19 Partien zum Einsatz. Außerdem kam er zu einem Einsatz für die Reservemannschaft (FC Groningen II) in der „Beloften Eredivisie“.

#### Pedersen in der belgischen Liga (2012 bis 2018)
Zur Saison 2012/13 wechselte Pedersen in die belgische Pro League zu KV Mechelen. Er kam im regulären Punktspielbetrieb und den Play-offs zu 25 Einsätzen und zwölf Toren; KV Mechelen belegte den dritten Platz. In der Hinrunde war er zu seinen einzigen zwei Einsätzen im belgischen Pokal in der Saison 2012/13 gekommen.
Im Sommer 2013 wechselte Pedersen zu KAA Gent. In der Saison 2014/15 gewann er mit der Mannschaft die belgische Meisterschaft. Am 29. September 2015 gab er sein Debüt in der Champions League beim 1:2 im Spiel der Gruppenphase gegen Zenit St. Petersburg.  KAA Gent wurde Gruppenzweiter und qualifizierte sich für das Achtelfinale.
Am 1. Februar 2016 wechselte Pedersen zum Ligakonkurrenten KV Ostende, bei dem er einen Vertrag über eineinhalb Jahre Laufzeit mit einer Option auf Verlängerung unterzeichnete. Er absolvierte insgesamt 19 Partien im Ligabetrieb. 2017 erreichte er mit der Mannschaft das Pokalfinale.
Im Sommer 2017 kehrte er zum KV Mechelen zurück und stieg mit dem Verein zum Ende der Saison in die zweite Liga ab.

#### Rückkehr in die Niederlande (2018)
Im August 2018 kehrte Pedersen in die Niederlande zurück und schloss sich dem Erstligaaufsteiger FC Emmen an. Er unterschrieb einen Einjahresvertrag mit einer Option auf ein weiteres Jahr. Zunächst noch Teil der Stammelf, rückte er später ins zweite Glied und kam nach dem 19. Spieltag Ende Januar 2019 nicht mehr zum Einsatz. Bis dahin hatte er vier Tore in zwölf Ligaspielen für den FC Emmen erzielt.

#### Karriereende (2019)
Im Mai 2019 beendete er wegen einer Knieverletzung seine aktive Karriere.

### Nationalmannschaft
Pedersen machte sein einziges U-20-Länderspiel am 15. November 2006 beim 1:0-Sieg gegen die Türkei. Ein Jahr später, am 22. August 2007, machte er sein erstes Länderspiel für die dänische U-21 im Spiel gegen Norwegen in der Startelf. Pedersen kam auch in der Qualifikation zur U-21-Fußball-Europameisterschaft 2009 zum Einsatz. Nach zwei Niederlagen in der Relegation gegen Serbien verpasste die Mannschaft jedoch die Qualifikation für die U-21 EM 2009. Insgesamt absolvierte er zwölf Spiele für die U-21.
Am 11. August 2010 gab er sein Debüt für die dänische A-Nationalmannschaft. Beim 2:2 im Testspiel in Kopenhagen gegen Deutschland stand er in der Startelf. In der folgenden Qualifikation zur Europameisterschaft 2012 in Polen und der Ukraine kam er zu vier Einsätzen. Die dänische Elf qualifizierte sich als Gruppensieger für die Endrunde und daraufhin wurde Pedersen im Mai 2012 von Morten Olsen in den Kader berufen, jedoch kam er in keines der drei Gruppenspielen bei der Endrunde zum Einsatz. Sein erstes Tor erzielte er am 5. Juni 2013 im Testspiel in Aalborg gegen Georgien (2:1).

## Erfolge
Belgischer Meister: 2015